# Minussymptomatik
Minussymptomatik wird definiert als Gesamtheit von Symptomen einer beliebigen neurologischen oder psychischen Störung, die als Ausfall oder Mangel von früher vorhandenen psychischen Eigenschaften erscheinen. Sie bezieht sich demnach auf alle psychischen Störungen. Die Minussymptomatik wird von der Plussymptomatik unterschieden.(a)

## Organogenese und Psychogenese
Die Entstehung von Minusphänomenen wird häufig zu Unrecht stillschweigend auf einen psychoorganisch bedingten Ausfall von Funktionen zurückgeführt (Aufwärts-Effekt). Damit wurde in der Vergangenheit oft eine irreversible körperliche Ursache für die Entstehung psychischer Krankheiten angenommen. Von solchen hypothetisch angenommenen körperlichen Krankheitsprozessen zeugt der von Eugen Bleuler 1911 geprägte Begriff der Primärsymptome bei der Schizophrenie. Minussymptome können auch durch emotionalen Rückzug entstehen, so etwa bei der Trauerreaktion. In psychodynamischer Hinsicht werden Minussymptome auch auf einen Mangel an seelischer Energie (Abwärts-Effekt) zurückgeführt bzw. nach Werner Janzarik auf eine dynamische Entleerung.(b)

## Systematik
Diese allgemeine Definition deckt sich, was die reine Beschreibung einer Symptomatik betrifft, mit dem Begriff des psychischen Defekts. Sie gilt auch für die Unterscheidung zwischen Symptomneurose und Charakterneurose. Defekt und Minussymptomatik können auch den Endzustand einer körperlich begründbaren Psychose darstellen, deren Verlauf nicht mit vollständiger Heilung endete.
Allerdings werden auch Symptome als Minussymptomatik bezeichnet, die sich auf den Verlauf einer ganz bestimmten Erkrankung beziehen, so etwa auf die besonderen Symptome der Defektschizophrenie.(c) Hiervon erwartet man nähere ätiologische und pathogenetische Hinweise auf die näheren Bedingungen und Ursachen der Erkrankung.

## Ursprung des Begriffs
Die Bezeichnungen Plus- und Minussymptomatik gehen zurück auf den Österreicher Walter Birkmayer (1962).(d)
Henri Ey (1900–1977) unterschied bereits ab 1948 positive und negative Symptome. Er beabsichtigte, mit seiner organo-dynamischen Theorie alle Gesichtspunkte zu berücksichtigen, die bisher seitens der Psychiatrie, Neurologie und Psychoanalyse zum Verständnis der Defektsymptomatik erfasst wurden. Aufgrund dieser Theorie wird jedoch die Minussymptomatik nicht grundsätzlich als Defektsymptomatik betrachtet, ebenso wie bei dem Konzept der Funktionspsychosen. Hans Heinrich Wieck (1918–1980) ist der Erstbeschreiber dieser Art von Störungen (1967).
Der österreichisch-kanadische Stressforscher Hans Selye hat 1981 das generelle Adaptationssyndrom beschrieben. Er unterscheidet drei Phasen der Anpassung: 
1. Alarmreaktion
2. Widerstandsphase
3. Erschöpfungsphase

Die Minussymptomatik kann als Manifestation der Erschöpfungsphase angesehen werden.